# Стремстад
Стремстад — місто та адміністративний центр комуни Стремстад, Вестра-Йоталанд, Швеція з 6 288 жителів у 2010 році. З історичних причин Стремстад називається містом, попри невелике населення.
Стремстад увійшов до складу Швеції в 1658 році, згідно Роскілльського миру, який передав провінцію Богуслен з Норвегії до Швеції. Місто отримало статус міста в 1676 році. Стремстад став важливим морським і спа курортом в середині XIX століття. Близькість до Норвегії проявляється по усьому місту, автомобілі та човни прибувають щодня з Норвегії. Попри невеликий розмір, Стремстад є часто відвідуваним містом протягом усього року завдяки міжнародній поромній переправі до Саннефіорда, Норвегія. Особливо це стосується Великодня, червня і липня, коли тисячі відпочиваючі норвежців відвідують Стремстад.
Стремстад, як стверджується, має більше літніх сонячних днів, ніж будь-яке інше місто на півночі від Альп. Це також місце для внутрішнього поромного сполучення з Костерськими островами, природоохоронним заповідником, який є найзахіднішими островами Швеції.
Тут також знаходиться найбільша морська гавань Швеції.

## Історія

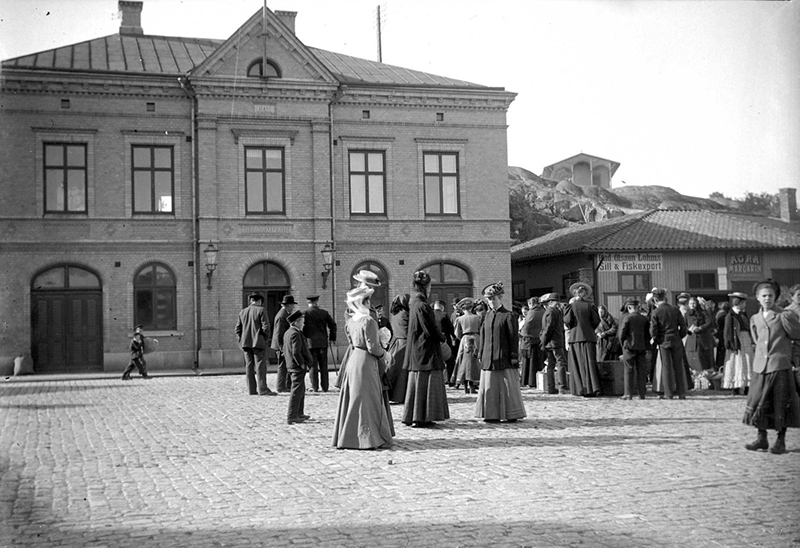
Гавань Стремстада у 1907 році.

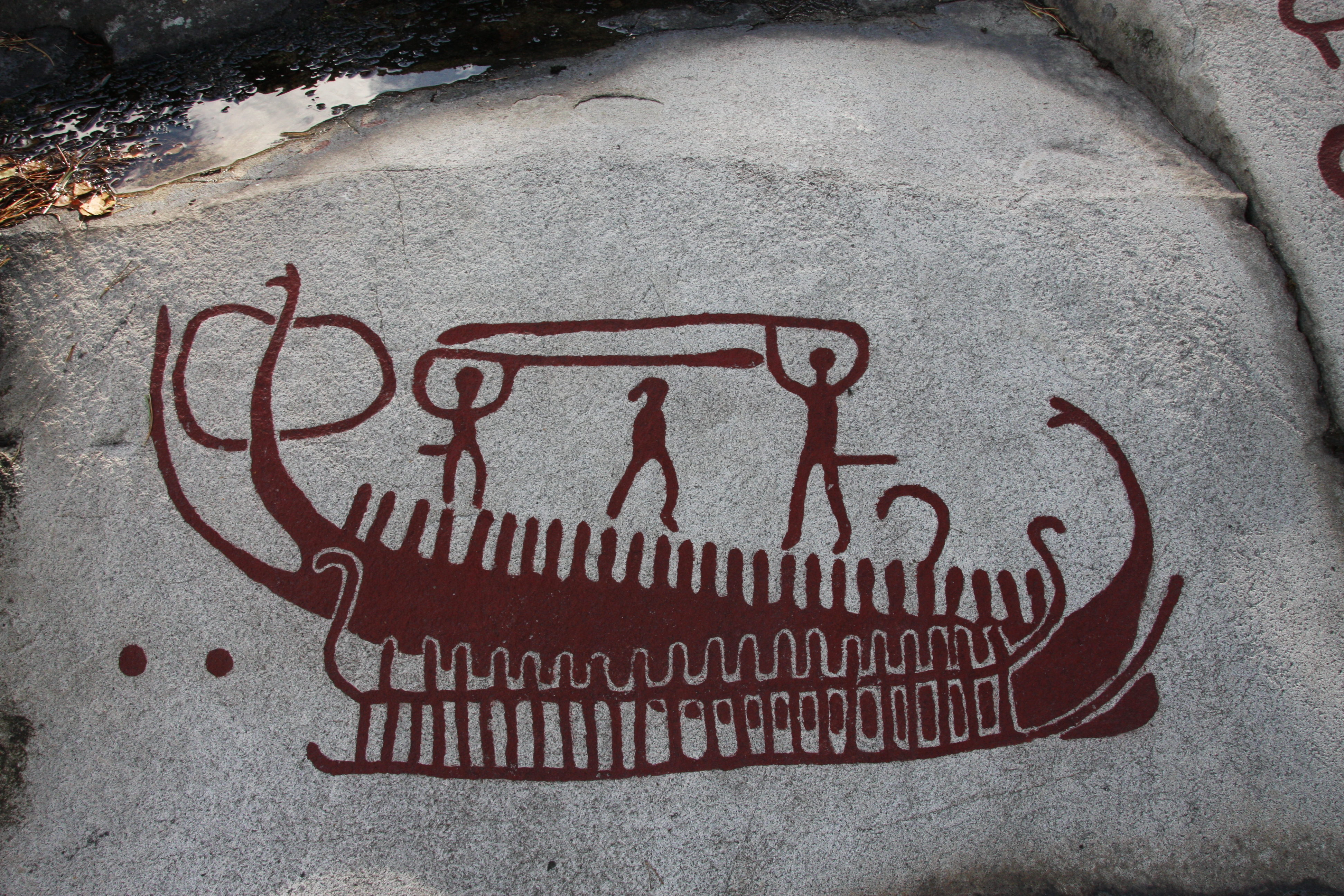
Пертрогліф на фермі Масслеберга в Скее, поблизу Стремстада.

Спочатку провінція Богуслен, в якій розташований Стремстад, була норвезькою територією, яка була передана Швеції згідно з Роскілльським миром в 1658 році.
На місці Стремстаду було невелике рибальське селище, відоме як Strömmen. Місто отримало невеликі привілеї як торгове місто (чепінг), що, ймовірно, надало поштовх до розширення. Це задокументовано у хартії 1676 року короля Карла XI, хоча деякі документи показують, що це селище вже вважалося містом в 1672 році. Оскільки воно був гаванню торгового флоту, герб був розроблений з торговим кораблем, і залишався таким, навіть після припинення використання вітрильних кораблів в XIX столітті.
Місто було місцем боротьби Швеції проти Данії-Норвегії і неодноразово завойовувалося і відвойовувалось протягом століть. Войовничий король Карл XII, наприклад, використовував його як свій форпост для своєї компанії проти Норвегії в 1716—1718 роках.
У той час місто мало населення 300 мешканців. Але незабаром рибальство розцвіло, і населення збільшилося до 1100 до 1805 року. Наприкінці XVIII століття коли спа і купання почали приваблювати відвідувачів, місто стало ще привабливішім в XIX столітті. До 1917 року його населення становило 2 949 жителів.

## Географія

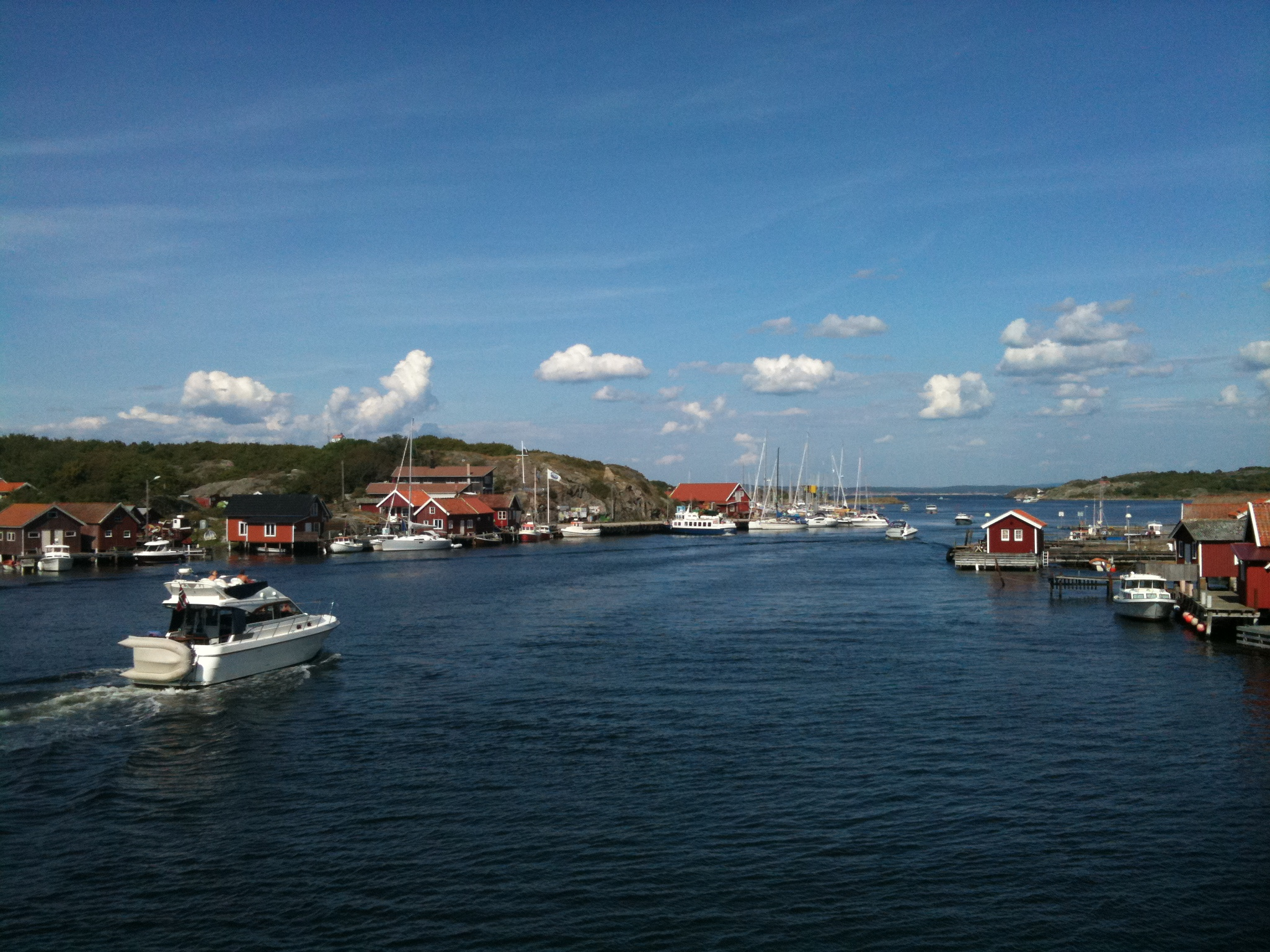
Костерські острови оточені національним парком Костергавет.

Комуна Стремстад розташована в ландскапі Богуслен лену Вестра-Йоталанд в західній Швеції та має міжнародний кордон з Норвегією біля Свінесунду на півночі. Вона має загальну площу 472 км2 та є прибережною комуною. Автошлях E6 перетинає комуну. Стремстад також охоплює Костерські острови. Цей архіпелаг складається з двох головних островів: Північний Костер (3.9 км2) та Південний Костер (7.6 км2). Острови є популярними серед туристів: Південний Костер має найбільші піщані пляжі у західній Швеції. У національному парку Костергавет розташована найбільша колонія тюленів в країні. На островах також є багато будинків для відпочинку та готелів. Це найзахідніші населені острови в Швеції.

## Відомість

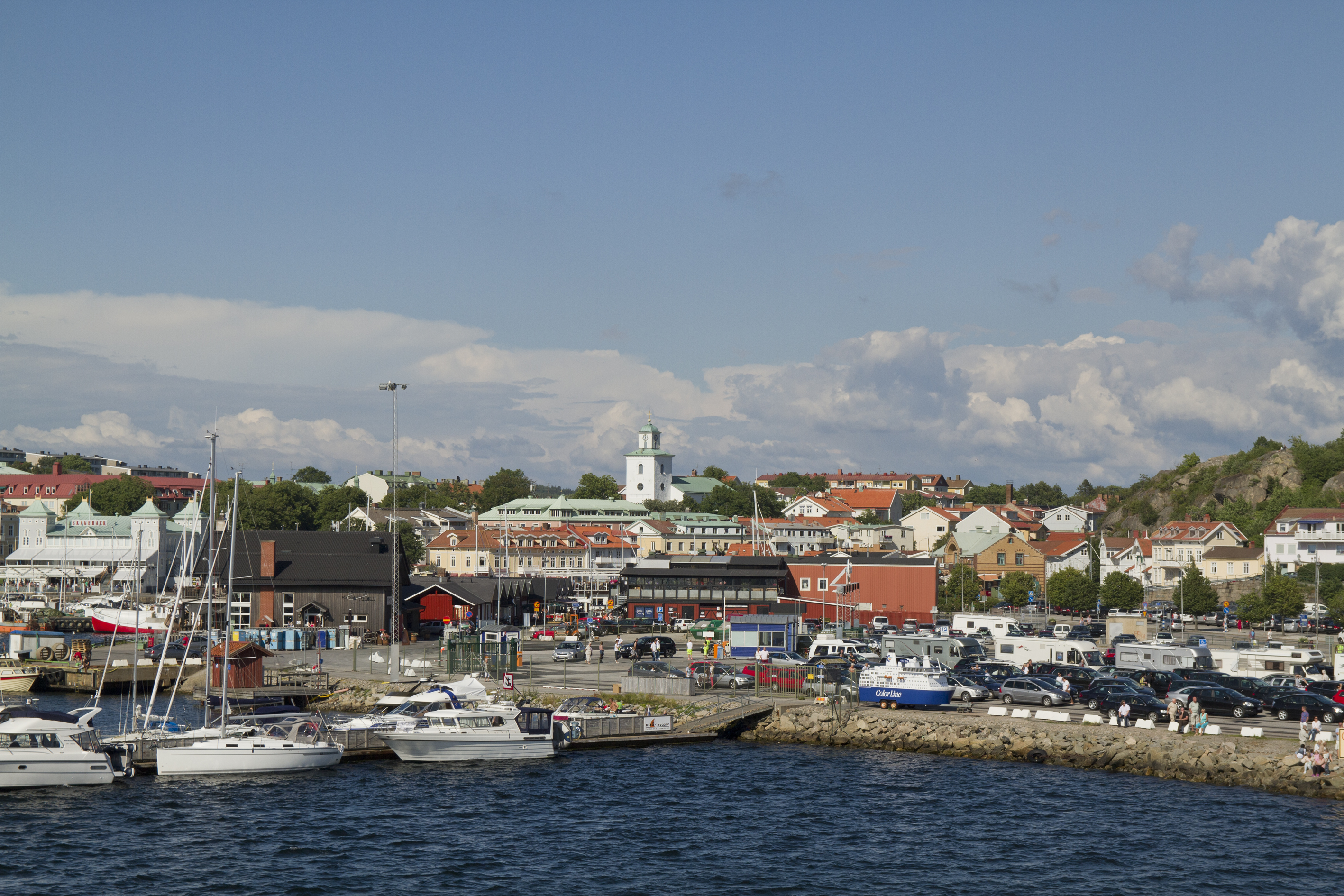
Вид на Стремстад з гавані.

Оскільки норвезькі податки на алкоголь вище, ніж шведські, норвезькі покупці змусили шведську алкогольну монополію Systembolaget відкрити додаткову крамницю для задоволення попиту.
Коли існувала лише одна крамниця, Systembolaget мав найвищі продажі в Швеції, через що біля крамниці завжди були пробки. Норвежці були відомі тим, що викликали хаос на Великий четвер, оскільки це публічне свято в Норвегії, але не в Швеції. Для Великодня в 2008 році міська рада вирішила залишити Systembolaget закритим на Великий четвер.
Місто відоме своєю гаванню для яхт, яка може бути дуже багатолюдною влітку. Від Стремстада курсує поромна лінія до Саннефіорда в Норвегії, на західній стороні Осло-фіорда і місцева лінія до Костерських островів.
Стремстад є місцем дії п'єси Кредитори Августа Стріндберга.
Блек-метал гурт Dissection також походить з міста.

## Економіка

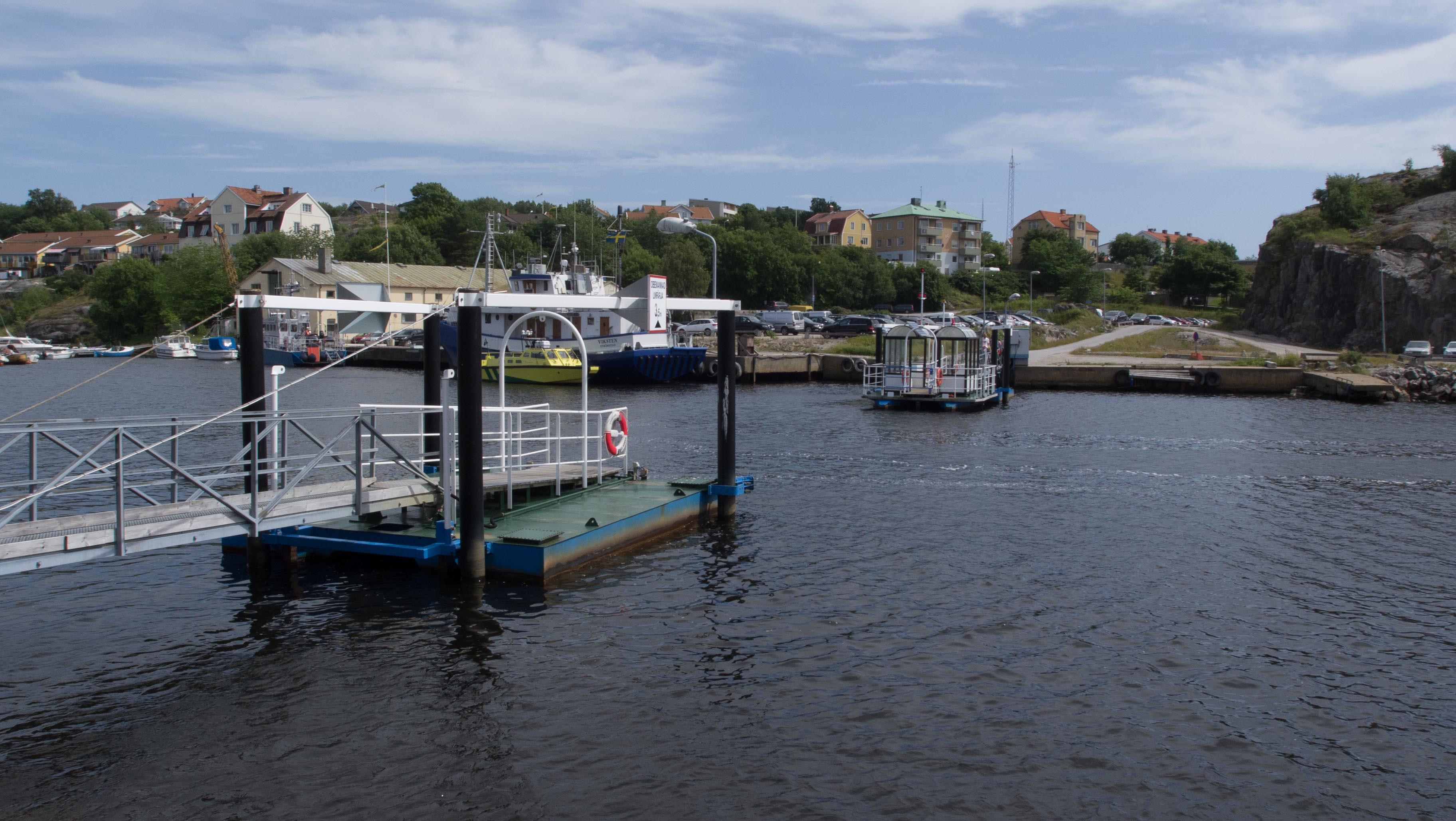
Місцевий пором Linfärjan Bojan.

Місто було спа-курортом в XVIII столітті, а зараз переживає наплив туристів з Норвегії.
Стремстад має довгу традицію курорту; в ньому були побудовані перші засоби для морського купання ще в 1783 році. Крім туризму, інші галузі включається рибальство та обробку риби. Близько 600 мешканців міста працюють в Норвегії.

## Видатні особистості
- Свен Андерссон — шведський футболіст.

## Галерея

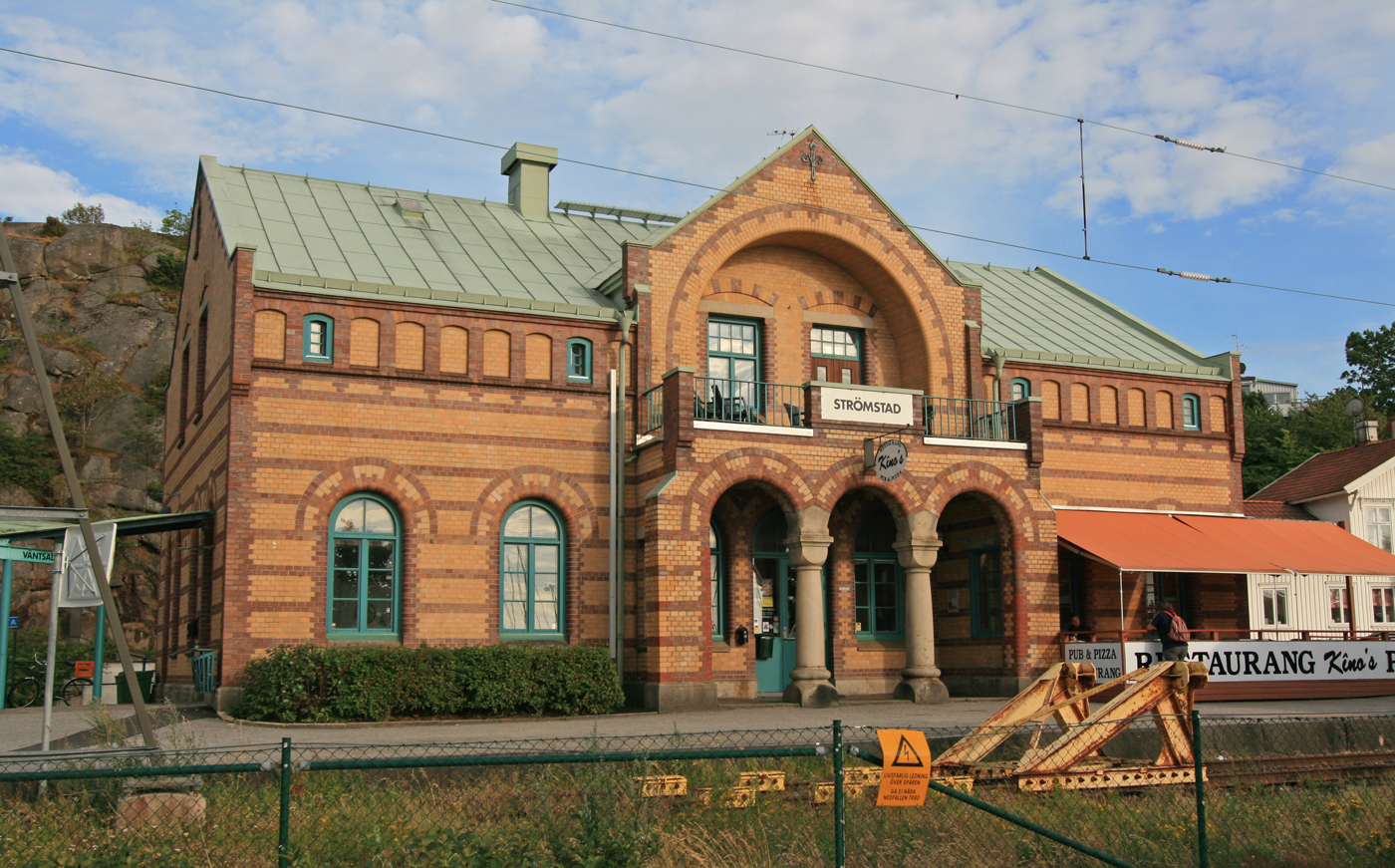
Залізнична станція
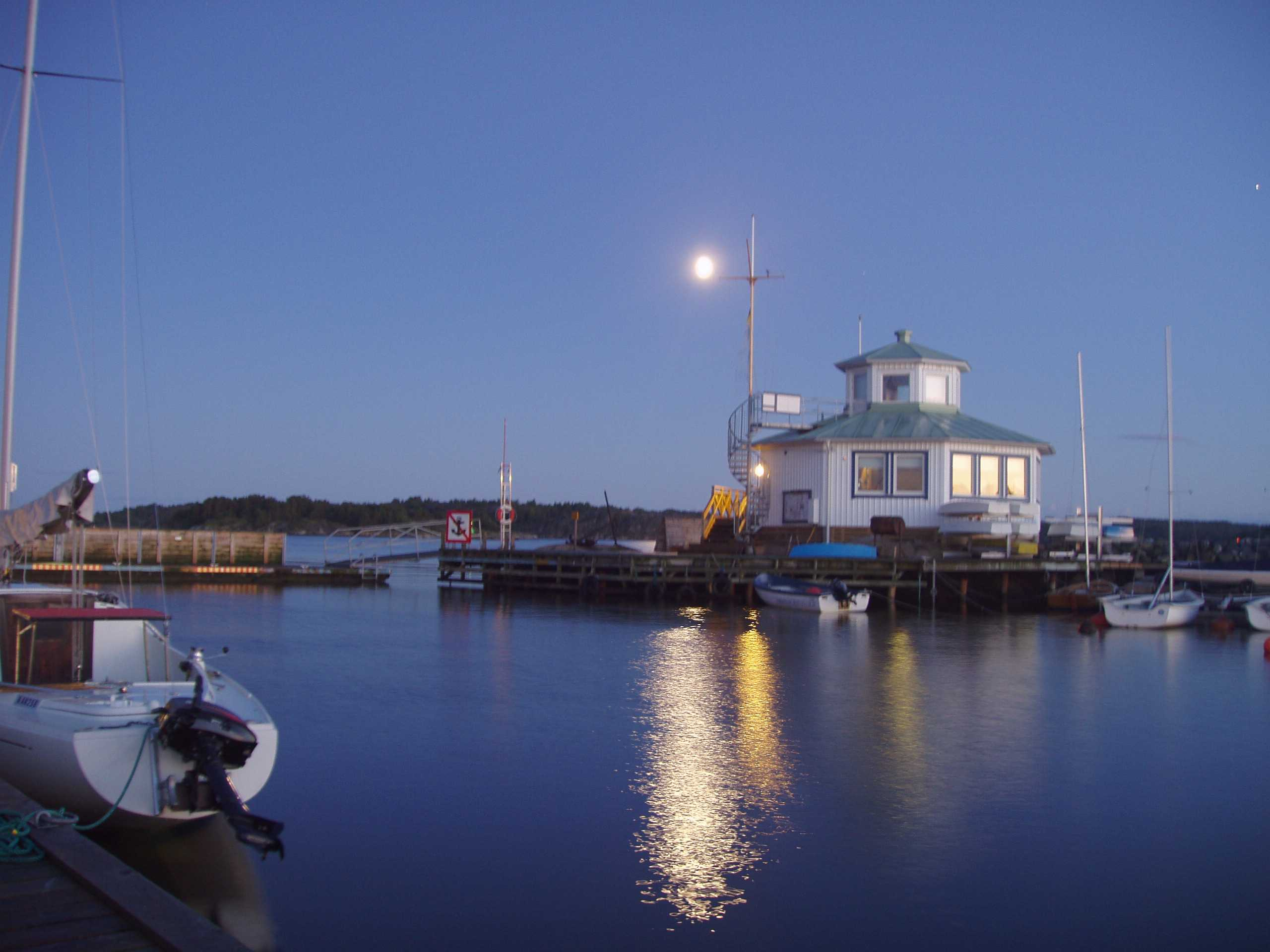
Гавань Стремстада
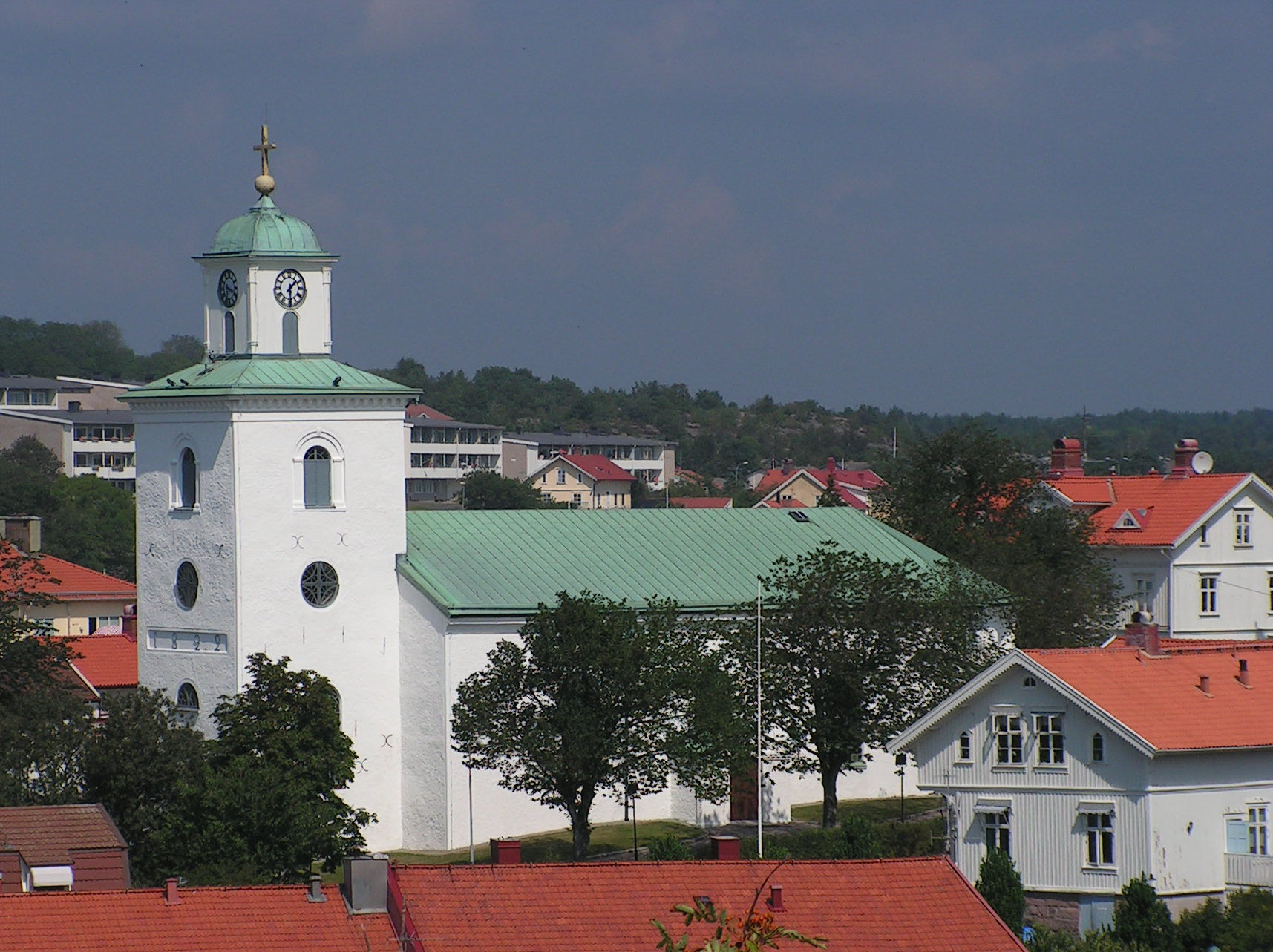
Стремстадська церква
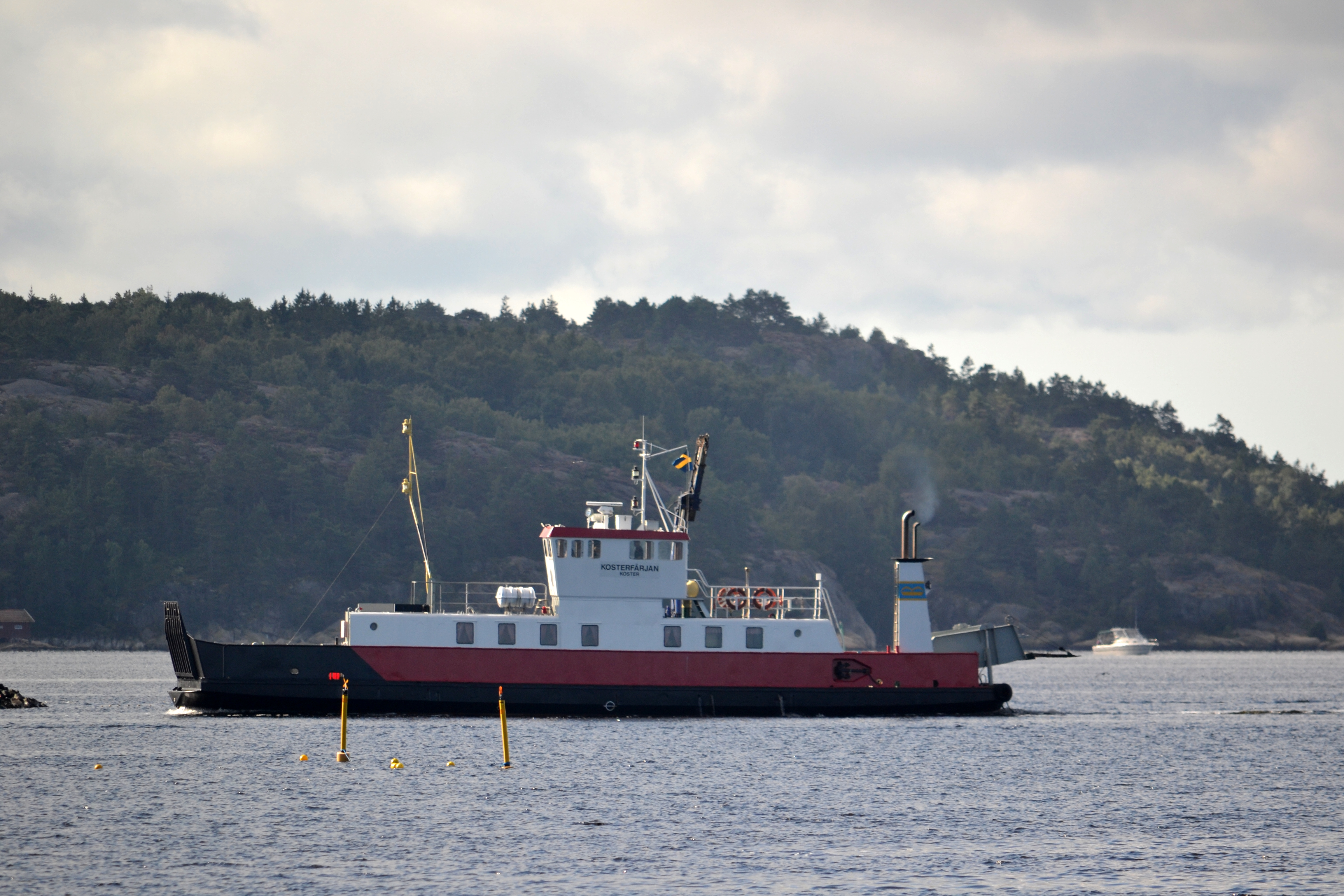
Пором до Костерських островів